# Un traductor
Un traductor es una película cubano-canadiense de 2018, dirigida por Rodrigo Barriuso y Sebastián Barriuso. 
La película fue seleccionada para representar a Cuba en la categoría de Mejor película internacional de la 92.ª edición de los Premios Óscar.

## Argumento
Un profesor de literatura rusa en la Universidad de La Habana deberá trabajar como traductor de niños víctimas de la catástrofe de Chernóbil que han sido enviados a Cuba para recibir asistencia médica.

## Reparto
- Rodrigo Santoro: Malin
- Maricel Álvarez: Gladys